# Sky Italia
Sky Italia — итальянская вещательная компания, основана в 2003 году.

## Собственники и руководство
Владелец — News Corp. (100 %).

## Деятельность
Осуществляет вещание на более чем 170 платных телевизионных, аудио- и интерактивных каналах. Число подписчиков — 4,5 млн (на 31 марта 2008 года).
Выручка — $484 млн (за девять месяцев 2007/08 финансового года, закончившихся 31 марта). Операционная прибыль — $141 млн.